# Dominion Global

Logo von Karrena

Logo von Burwitz

Dominion Global (ehemals Beroa) ist ein Mischkonzern, der mehrheitlich dem spanischen Autozulieferer CIE Automotive gehört. Der spanische Hauptsitz befindet sich in Madrid, der deutsche in Ratingen-Lintorf. Das Unternehmen ist weltweit führend im Feuerungs- und Schornsteinbau.
1997 gründete die spanische Investorengruppe INSSEC Beroa. Die Firma wuchs in den nächsten Jahren durch viele Übernahmen, darunter Karrena (2001) und Burwitz (2006).
2010 wurden die Vorgänger Karrena Glas, Burwitz Feuerungsbau, Lichtenberg Feuerungsbau, Burwitz Ruhr, Burtherm Feuerungsbau und GMI zu BEROA Deutschland verschmolzen. 2015 wurde diese dann in Dominion Industry umbenannt. Außerhalb Deutschland gehören vielen weitere Tochtergesellschaften zu Dominion Industry, wie der dänische Stahlschornsteinbauer Steelcon, der britische Schornsteinbauer Bierrum, die deutsche NovoCOS und die französische CTP-Thermique.
2016 ging das Unternehmen an die Börse.
Im selben Jahr wurde auch der amerikanische Schornsteinbauer Commonwealth Dynamics übernommen.